# Герцог де Бомон
Герцог де Бомон (фр. duc de Beaumont) — французский дворянский титул.

## История
Сеньория Бомон в Гатине, известная с XI века, первоначально принадлежала дому Бомон-Гатине, представители которого занимали высокие должности при французском дворе. В конце XV века сеньория перешла в дом де Шабанн, затем в результате размена с графом де Даммартеном отошла к внучке Жака Кёра Жермене, вышедшей в 1493 году за Луи де Арле (ок. 1462—1544).
Жалованной грамотой, данной в Париже в сентябре 1612, сеньория Бомон была возведена в ранг графства для Кристофа II де Арле (ум. 1615). Пожалование было зарегистрировано парламентом 18 августа 1649 и Счетной палатой 27 июня 1650.
Графство Бомон перешло в дом Монморанси по браку Мари-Мадлен де Арле, дочери Ашиля IV де Арле, с Кристианом-Луи де Монморанси, принцем де Тенгри (1711), принявшим куртуазный титул графа де Бомона.
Жалованной грамотой Людовика XV, данной в Фонтенбло в ноябре 1740 и зарегистрированной парламентом 27 апреля 1742, владение и сеньория Бомон утверждалось и вновь возводилось в ранг графства для Кристиана-Луи де Монморанси-Люксембурга.
Жалованной грамотой Людовика XV, данной 7 февраля 1765 и зарегистрированной парламентом в 1769 году, сеньория Бомон была возведена в ранг герцогства в пользу Шарля-Франсуа-Кристиана де Монморанси, графа де Бомона.
Титул был упразднен со смертью в 1878 году Жозефа де Монморанси, последнего мужского представителя дома.

## Графы де Бомон
- Ашиль I де Арле (ум. 1616)
- Кристоф II де Арле (ум. 1615), сын предыдущего
- Ашиль II де Арле (1606—1671), сын предыдущего
- Ашиль III де Арле (1639—1712), сын предыдущего
- Ашиль IV де Арле (1668—1717), сын предыдущего
- Мари-Мадлен де Арле (1694—1749), дочь предыдущего
- Кристиан-Луи де Монморанси-Люксембург (1676—1746), по праву жены
- Шарль-Франсуа-Кристиан де Монморанси-Люксембург (1713—1787), сын предыдущего

## Герцоги де Бомон
- 1765—1787 — Шарль-Франсуа-Кристиан де Монморанси-Люксембург (1713—1787)
- 1787—1821 — Анн-Кристиан де Монморанси-Люксембург (1767—1821), сын предыдущего
- 1821—1878 — Анн-Эдуар-Луи-Жозеф де Монморанси-Люксембург (1892—1878), сын предыдущего

## Комментарии
1. ↑  Согласно «Словарю аноблирований», графство Бомон было возведено в наследственное герцогство для принца де Тенгри жалованной грамотой, данной в Версале 22 июня 1769 и зарегистрированной парламентом 17 июля того же года (Gourdon de Genouillac, col. 368)